# 沃梅尔当日
沃梅尔当日（法語：Wormeldange）是卢森堡东部的一个市镇和小镇，属于格雷文马赫县。 